# Santuyano (Bimenes)
Santuyano (oficialment Santuyano/San Julián des de 2005) és una parròquia i llogaret del conceyu asturià de Bimenes.
En els seus 11,82 km² habiten un total de 829 persones (INE Arxivat 2016-03-03 a Wayback Machine. 2011) repartides entre el més de mig centenar de poblacions que la conformen. La principal de totes elles és Martimporra, que és la capital del conceyu.
En aquesta parròquia nasqué el 1964 l'escriptor en asturià Xulio Vixil.

## Pobles i llogarets
L'Acebal, L'Agüeria, La Bonera, La Brañuca, Cantili Baxo, Cantili Riba, El Capellán, Carbayal, La Casa Riba, La Castañal, Castiillu, El Costru, Les Collaes, La Correoria, El Cuitu, L'Escobal, El Faíu, La Figar, La Fragua, El Gronxu, El Montiquín, El Perezal, El Praón, El Rebullu, La Riba, Ricóu, Rosuaria, La Rubiera, Samiguel, San Xulián, Tuenes, El Valle y Los Xugueros.